# Chiring We
Der Chiring We ist ein 6559 m hoher Berg im Kumaon-Himalaya im indischen Bundesstaat Uttarakhand.
Der Berg befindet sich im Distrikt Pithoragarh. Er stellt die höchste Erhebung einer Berggruppe dar, die zwischen dem Kalabalandgletscher im Westen und dem Flusstal des Lassar Yankti. Der Nanda Devi liegt 30 km westlich des Chiring We.
Der Chiring We wurde 1979 durch eine indische Expedition unter Führung von Harish Kapadia über den Nordwestgrat erstbestiegen.
Eine zweite Besteigung des Chiring We fand am 26. September 2004 durch eine neunköpfige Gruppe (Martin Moran, Alex Moran, Jonathan Preston, Liam Warren, Paul Watson, Stuart Reid, Christopher Wheatley, Geoffrey Dawson und Christopher Harle) statt.